# Гомогенізатор
Гомогенізатор (англ. homogenizer, нім. Homogenisator m) – апарат для одержання однорідних, дрібнодисперсних сумішей, а також емульсій високої дисперсності. Принцип дії гомогенізатора полягає в активному перемішуванні суспензії за допомогою активаторів різних типів (імпелерних, байпасних тощо). Застосовується, наприклад, при приготуванні суспендованого палива на основі вугілля, гідротранспортуванні сипучих корисних копалин тощо.
Гомогенізатор також необхідний і у молочній промисловості, зокрема для подрібнення жирової фази (жирових кульок) у молоці та його сумішей для подальшої обробки згідно з технологією.